# گرجی سفلی
گرجی سفلی روستایی از توابع بخش مرکزی شهرستان مشهد در استان خراسان رضوی ایران است.

## جمعیت
این روستا در دهستان تبادکان قرار دارد و براساس سرشماری مرکز آمار ایران در سال های اخیر، جمعیت آن بیش از ۲۵۰۰۰ نفر (۱۰٬۱۵۶خانوار) بوده‌است.